# G20 (nhóm các nền kinh tế lớn)
G20 hay Nhóm 20 (tiếng Anh: Group of Twenty) (tiếng Pháp: Groupe des vingt) là diễn đàn quốc tế chính thức dành cho các Nguyên thủ và Thống đốc ngân hàng trung ương đến từ 19 nền kinh tế hàng đầu thế giới cùng Liên minh châu Âu (EU). G20 được thành lập vào năm 1999 với mục đích nhằm thảo luận về những vấn đề kinh tế quan trọng, thúc đẩy các chính sách liên quan đến việc ổn định tình hình tài chính quốc tế cũng như định hướng phát triển cho nền kinh tế toàn cầu. G20 đã mở rộng chương trình nghị sự của mình từ năm 2008, hiện nay, không chỉ có các Nguyên thủ quốc gia mà các Bộ trưởng tài chính, Bộ trưởng ngoại giao của các nước thành viên cũng đã gặp gỡ định kỳ, trao đổi và tham gia thảo luận tại hội nghị kể từ đó đến nay.
G20 hiện đang chiếm hơn 90% trong tổng quy mô của toàn bộ nền kinh tế thế giới, các quốc gia thành viên bao gồm: Hoa Kỳ, Nhật Bản, Đức, Anh, Pháp, Ý, Canada (nhóm G7), Hàn Quốc, Úc (hai nước phát triển nhưng không phải thành viên G7), Brasil, Nga, Ấn Độ, Trung Quốc, Nam Phi, México, Indonesia, Argentina, Ả Rập Xê Út, Thổ Nhĩ Kỳ (các nước công nghiệp mới và đang phát triển) cùng Liên minh châu Âu là thành viên đặc biệt.

## Lịch sử
G20 đã manh nha trước cuộc họp thượng đỉnh Cologne của G7 năm 1999, nhưng được thành lập chính thức ở hội nghị Bộ trưởng Tài chính G7 vào ngày 26 tháng 9 năm 1999. Các hội nghị ra mắt diễn ra vào ngày 15-16 tháng 12 năm 1999 ở Berlin. Năm 2008, Tây Ban Nha và Hà Lan được Pháp mời tham gia.

## Tổ chức
G20 hoạt động mà không có ban thư ký hay nhân viên thường xuyên. Ghế chủ tịch luân chuyển hàng năm giữa các quốc gia thành viên và được chọn từ nhóm các quốc gia khu vực khác nhau. Ghế chủ tịch là một phần của nhóm quản lý với 3 thành viên xoay tròn gồm chủ tịch quá khứ, hiện tại và tương lai, được nói tới như là Troika. Chủ tịch đương nhiệm lập ra ban thư ký lâm thời trong suốt nhiệm kỳ của mình để phối hợp công việc của nhóm và tổ chức các cuộc họp của nhóm. Vai trò của Troika là đảm bảo sự liên tục trong công việc của G-20 và quản lý trong những năm làm chủ nhà.

## Vai trò
Cho đến giữa những năm 1990   vẫn là nơi bàn thảo các vấn đề quan trọng nhất của thế giới, nhưng cuộc khủng hoảng tài chính vừa qua và sự tan chảy của thị trường toàn cầu khiến hệ thống toàn cầu chấn động mạnh hơn bất cứ thứ gì theo sau sự sụp đổ của Liên Xô. Hồi tháng 9-2008, những lo ngại rằng nền kinh tế toàn cầu đang đứng trên bờ vực thảm họa đã thúc đẩy sự thay đổi đột ngột từ G8 sang G20, một cơ chế bao gồm các nền kinh tế phát triển nhất thế giới và các nước thị trường mới nổi quan trọng nhất, vốn là thành viên của G77. Vì vậy, G20 từng được ví von là kết tinh của G7 và G77. Những kỳ họp đầu tiên của cơ chế mới G20 ở Washington vào tháng 11-2008 và ở Luân Đôn hồi tháng 4-2009 cho ra đời một thỏa thuận mở rộng hợp tác tiền tệ và tài chính, tăng ngân sách cho Quỹ Tiền tệ quốc tế (IMF) và đưa ra những luật mới cho các định chế tài chính.

## Chỉ trích
Khi cuộc khủng hoảng hiện nay dần trôi qua, nhu cầu và mối quan tâm của nhóm các nước giàu và các nước mới nổi bắt đầu khác biệt, sự chia rẽ lợi ích giữa các cường quốc trong G20 ngày càng lộ rõ và làm giới chuyên môn lo ngại sẽ có một ngày G20 sẽ tiến đến chỗ "có cũng được, không có cũng không sao".

## Các thành viên
| Quốc gia                                | Vị trí lãnh đạo           | Lãnh đạo                     |
| --------------------------------------- | ------------------------- | ---------------------------- |
| Argentina                               | Tổng thống                | Javier Milei                 |
| Úc                                      | Thủ tướng                 | Anthony Albanese             |
| Brasil                                  | Tổng thống                | Luiz Inacio Lula da Silva    |
| Canada                                  | Thủ tướng                 | Mark Carney                  |
| Trung Quốc                              | Chủ tịch nước             | Tập Cận Bình                 |
| Pháp                                    | Tổng thống                | Emmanuel Macron              |
| Đức                                     | Thủ tướng                 | Friedrich Merz               |
| Ấn Độ                                   | Thủ tướng                 | Narendra Modi                |
| Indonesia                               | Tổng thống                | Prabowo Subianto             |
| Ý                                       | Thủ tướng                 | Giorgia Meloni               |
| Nhật Bản                                | Thủ tướng                 | Ishiba Shigeru               |
| Hàn Quốc                                | Tổng thống                | Lee Jae-myung                |
| México                                  | Tổng thống                | Claudia Sheinbaum            |
| Nga                                     | Tổng thống                | Vladimir Putin               |
| Ả Rập Xê Út                             | Nhà vua                   | Salman bin Abdulaziz Al Saud |
| Nam Phi                                 | Tổng thống                | Cyril Ramaphosa              |
| Thổ Nhĩ Kỳ                              | Tổng thống                | Recep Tayyip Erdoğan         |
| Vương quốc Liên hiệp Anh và Bắc Ireland | Thủ tướng                 | Keir Starmer                 |
| Hoa Kỳ                                  | Tổng thống                | Donald Trump                 |
| Liên minh Châu Âu                       | Chủ tịch Hội đồng châu Âu | Charles Michel               |
| Liên minh Châu Âu                       | Chủ tịch Ủy ban châu Âu   | Ursula von der Leyen         |

## Hội nghị
Hội nghị của G20 bao gồm các hội nghị thường niên cấp bộ trưởng tài chính và thống đốc ngân hàng trung ương và hội nghị thượng đỉnh của các nguyên thủ quốc gia G20 (tên chính thức là Hội nghị thượng đỉnh G20 về thị trường tài chính và kinh tế thế giới).

### Hội nghị cấp bộ trưởng và thống đốc
| - 1999: Berlin, Đức - 2000: Montreal, Canada - 2001: Ottawa, Canada - 2002: Delhi, Ấn Độ - 2003: Morelia, México - 2004: Berlin, Đức | - 2005: Bắc Kinh, Trung Quốc - 2006: Melbourne, Úc - 2007: Cape Town, Nam Phi - 2008: São Paulo, Brasil - 2009: Horsham, Anh Quốc |

### Hội nghị thượng đỉnh
|    | Ngày                              | Nước chủ nhà | Thành phố        | Website                                                   |
| -- | --------------------------------- | ------------ | ---------------- | --------------------------------------------------------- |
| 1  | 14–15 tháng 11 năm 2008           | Hoa Kỳ       | Washington, D.C. |                                                           |
| 2  | 2 tháng 4 năm 2009                | Anh Quốc     | Luân Đôn         | Lưu trữ ngày 27 tháng 6 năm 2009 tại Stanford Web Archive |
| 3  | 24–25 tháng 9 năm 2009            | Hoa Kỳ       | Pittsburgh       | Lưu trữ ngày 13 tháng 10 năm 2016 tại Wayback Machine     |
| 4  | 26–27 tháng 6 năm 2010            | Canada       | Toronto          | [ 8 ]                                                     |
| 5  | 11–12 tháng 11 năm 2010           | Hàn Quốc     | Seoul            | Lưu trữ ngày 24 tháng 7 năm 2010 tại Wayback Machine      |
| 6  | 11–12 tháng 11 năm 2011           | Pháp         | Cannes           | Lưu trữ ngày 30 tháng 5 năm 2011 tại Wayback Machine      |
| 7  | 18–19 tháng 6 năm 2012            | México       | Los Cabos        |                                                           |
| 8  | 5–6 tháng 9 năm 2013              | Nga          | Sankt-Peterburg  | Lưu trữ ngày 21 tháng 9 năm 2013 tại Wayback Machine      |
| 9  | 15–16 tháng 11 năm 2014           | Úc           | Brisbane         |                                                           |
| 10 | 15–16 tháng 11 năm 2015           | Thổ Nhĩ Kỳ   | Antalya          |                                                           |
| 11 | 4–5 tháng 9 năm 2016              | Trung Quốc   | Hàng Châu        |                                                           |
| 12 | 7–8 tháng 7 năm 2017              | Đức          | Hamburg          |                                                           |
| 13 | 30 tháng 11 – 1 tháng 12 năm 2018 | Argentina    | Buenos Aires     |                                                           |
| 14 | 28–29 tháng 6 năm 2019            | Nhật Bản     | Osaka            |                                                           |
| 15 | 21–22 tháng 11 năm 2020           | Ả Rập Xê Út  | Riyadh           |                                                           |
| 16 | 30–31 tháng 10 năm 2021           | Ý            | Rome             |                                                           |
| 17 | 15–16 tháng 11 năm 2022           | Indonesia    | Bali             |                                                           |
| 18 | 9–10 tháng 11 năm 2023            | Ấn Độ        | New Delhi        |                                                           |
| 19 | 18–19 tháng 11 năm 2024           | Brazil       | Rio de Janeiro   |                                                           |
| 20 | 22–23 tháng 11 năm 2025           | Nam Phi      | Johannesburg     |                                                           |
| 21 | 2026                              | Hoa Kỳ       |                  |                                                           |